# Renvoi préjudiciel devant la Cour de justice de l’Union européenne
Cet article concerne le droit de l’Union européenne. Pour les autres procédures de renvoi préjudiciel, voir renvoi préjudiciel.
Le renvoi préjudiciel devant la Cour de justice de l’Union européenne est une procédure du droit de l’Union européenne par laquelle les juridictions des États membres interrogent la Cour de justice de l’Union européenne sur l'interprétation des traités européens ou sur l’interprétation ou la validité d’un acte du droit dérivé de l’Union avant de trancher un litige dans lequel cet acte est invoqué. Son objectif est « de garantir la sécurité juridique par une application uniforme du droit communautaire dans l'ensemble de l'Union européenne ». La demande d’interprétation faite devant la Cour est qualifiée de question préjudicielle, et l’exception par laquelle une partie à l’instance conteste l’interprétation ou la validité de l’acte est qualifiée d’exception préjudicielle.
La procédure de question préjudicielle devant la Cour de justice de l’Union européenne (CJUE) est actuellement prévue par les articles 256 et 267 du Traité sur le fonctionnement de l'Union européenne (TFUE). Le recours à cette procédure est possible pour toute juridiction d’un État membre dès lors qu’une décision sur l’interprétation des traités ou l’interprétation ou la validité d’un acte de droit dérivé est nécessaire à trancher un litige. Elle est obligatoire lorsque les décisions de la juridiction considérée ne sont pas susceptibles de recours en droit interne de l’État membre considéré (c’est le cas notamment en France du Conseil d’État, de la Cour de cassation et du Conseil constitutionnel), exception faite de l’interprétation des « actes clairs ».

## Procédure de renvoi par les juridictions nationales

### Conditions du renvoi devant la Cour de justice de l'Union européenne

#### Condition relative à la juridiction
Seules les juridictions au sens de l'article 267 du TFUE peuvent saisir la Cour de justice de l'Union européenne (CJUE) d'une question préjudicielle. Les parties à un litige peuvent suggérer à la juridiction de droit interne la nécessité d'un tel recours mais ne peuvent en prendre l'initiative.
La notion de juridiction figurant dans le traité est précisée par la jurisprudence de la CJUE et peut différer de celle retenue dans le droit interne des Etats membres. Un autorité est une juridiction si elle remplit plusieurs critères cumulatifs, qui peuvent être évalués et pondérés de manière différenciée: 
- L'autorité doit avoir une origine légale. Par opposition, les tribunaux arbitraux ne sont pas des juridictions au sens de l'article 267 et n’ont donc pas accès au renvoi préjudiciel[4] en ce qu'ils ont une origine conventionnelle.
- Elle a un caractère obligatoire[5]. Les parties sont tenues de s'adresser à elle et ses décisions sont obligatoires. Une commission de médiation, formée à l'initiative des parties, ne répond pas à ce critère.
- Elle est permanente[6].
- Elle statue selon des règles de droit[7].
- Elle est indépendante[7],[8].
- La procédure suivie par l'autorité est contradictoire[9].

#### Condition relative à la nature contentieuse de la procédure
Selon la jurisprudence de la Cour de justice, les juridictions des Etats membres ne peuvent renvoyer une question préjudicielle seulement « si elles sont appelées à statuer dans le cadre d’une procédure destinée à aboutir à une décision de caractère juridictionnel ».

#### Condition relative au caractère actuel et réel du litige
Pour être recevable, une question préjudicielle doit porter sur un litige réel et actuel. La solution dégagée par la Cour de justice sur l'interprétation ou la validité d'une norme communautaire doit permettre de trancher au fond le litige. La Cour s'est estimée incompétente pour connaître des litiges juridiques fictifs, généraux ou hypothétiques,.

### Faculté et obligation de renvoi
Toute juridiction qui ne juge pas en dernier recours a la faculté de renvoyer une question devant les sages du plateau de Kirchberg. Le renvoi dépend uniquement de l’appréciation du juge ordinaire. Selon l’interprétation de la Cour, la liberté du juge ordinaire est limitée par le fait que celui-ci ne peut déclarer non valide un acte de droit communautaire sans en référer à la CJUE (le renvoi pour appréciation de validité est alors forcé)Interprétation abusive ?.
Si la juridiction rend un jugement qui n’est pas susceptible d’un recours de droit interne, la faculté devient obligation. Il ne s’agit pas uniquement des juridictions suprêmes (ex Conseil d'État et Cour de Cassation) mais plus généralement au cas par cas de toute instance dont la décision a l’autorité de la chose jugée (ex. : juridiction de première instance). 
L’obligation de renvoi des juridictions suprêmes est ambiguë[réf. souhaitée]: elle n’est effective que si la juridiction se considère inapte à juger, elle est subordonnée à l’appréciation du juge national, il n’existe pas de renvoi automatique. Lorsque le litige peut être réglé sur la seule base du droit interne, si la question est matériellement identique à une question déjà résolue par la jurisprudence de Luxembourg, ou enfin lorsque l’application de la norme communautaire s’impose avec évidence au juge (et que celui-ci juge qu’elle s’imposera avec la même évidence à toutes les autres juridictions des États membres), le renvoi est inutile. Selon la Cour, si l’application ne « laisse place à aucun doute raisonnable », le renvoi n’est pas nécessaire. 
Usant de la théorie de l’acte clair, certaines juridictions ont refusé le renvoi au motif d’absence de difficultés d’interprétation. Voyant le renvoi comme une atteinte à l’autorité de leur jugement, ils n’ont semble-t-il pas mesuré l’importance de ce renvoi en termes d’uniformité de l’acte communautaire et de la coopération des juridictions.  C’est le cas par exemple du CE en 1964 dans l’affaire Société des pétroles Shell-Berre ou encore dans l’affaire Cohn Bendit.  
Le non-respect de l’obligation de renvoi peut être susceptible d’un recours devant la Cour européenne des droits de l'homme et les juridictions nationales sur la base du droit à un procès équitable[réf. nécessaire]. Le renvoi préjudiciel est de mieux en mieux compris et accepté par le juge national[réf. nécessaire] et son nombre augmente au fil des années[Depuis quand ?].

### Règles de procédure
Toute juridiction peut saisir à n’importe quel stade de la procédure et sans qu’il soit nécessaire qu’une des parties en fasse la demande. Il s'agit d'une procédure non-contentieuse,. La Cour de justice exige des tribunaux lui soumettant des questions préjudicielles qu'elles fournissent une description claire des faits et de la législation nationale.
La juridiction doit respecter les règles nationales de procédure tant que celles-ci ne limitent pas la possibilité de renvoi : les voies de recours ordinaires peuvent être saisies. Si l’appel a effet suspensif ou si le renvoi est annulé par une juridiction supérieure, la Cour ne statue pas (22 décembre 1978, Cohn Bendit : le Conseil d'État annule le renvoi du Tribunal administratif de Paris)[réf. nécessaire].

## Procédure devant la Cour
La procédure devant les juridictions européenne est actuellement prévue par les articles 256 et 267 du Traité sur le fonctionnement de l'Union européenne (TFUE).
L'article 267 du TFUE définit la compétence préjudicielle de la CJUE.

« La Cour de justice de l'Union européenne est compétente pour statuer, à titre préjudiciel: 

a) sur l'interprétation des traités,

b) sur la validité et l'interprétation des actes pris par les institutions, organes ou organismes de l'Union.

Lorsqu'une telle question est soulevée devant une juridiction d'un des États membres, cette juridiction peut, si elle estime qu'une décision sur ce point est nécessaire pour rendre son jugement, demander à la Cour de statuer sur cette question.

Lorsqu'une telle question est soulevée dans une affaire pendante devant une juridiction nationale dont les décisions ne sont pas susceptibles d'un recours juridictionnel de droit interne, cette juridiction est tenue de saisir la Cour.

Si une telle question est soulevée dans une affaire pendante devant une juridiction nationale concernant une personne détenue, la Cour statue dans les plus brefs délais. »

— article 267 TFUE (ex-article 234 TCE)

### Juridiction compétente
Par principe, le renvoi préjudiciel est de la compétence concurrente du Tribunal ou de la Cour de justice qui sont deux juridictions différentes de la Cour de justice de l'Union européenne.

Depuis le traité de Nice, les textes prévoient la possibilité pour le Tribunal de connaitre de certaines questions préjudicielles, conformément au statut du Tribunal. 

« 3. Le Tribunal est compétent pour connaître des questions préjudicielles, soumises en vertu de l'article 267, dans des matières spécifiques déterminées par le statut.

Lorsque le Tribunal estime que l'affaire appelle une décision de principe susceptible d'affecter l'unité ou la cohérence du droit de l'Union, il peut renvoyer l'affaire devant la Cour de justice afin qu'elle statue.

Les décisions rendues par le Tribunal sur des questions préjudicielles peuvent exceptionnellement
faire l'objet d'un réexamen par la Cour de justice, dans les conditions et limites prévues par le statut, en cas de risque sérieux d'atteinte à l'unité ou à la cohérence du droit de l'Union. »

— article 256, alinéa 3 TFUE, (ex-article 225 TCE)
A compter du 1er septembre 2024, l'article 50 ter du statut de la CJUE prévoit que le Tribunal peut ainsi connaître des questions préjudicielles relevant exclusivement d'une ou plusieurs des matières suivantes :
- Le système commun de taxe sur la valeur ajoutée ;
- Les droits d'accise ;
- Le code des douanes ;
- Le classement tarifaire des marchandises dans la nomenclature combinée ;
- L'indemnisation et l'assistance des passagers en cas de refus d'embarquement ou de retard ou d'annulation de services de transport ;
- Le système d'échange de quotas d'émission de gaz à effet de serre[20].

La Cour de justice peut toujours trancher les questions d'intérêt majeur pour le droit de l'Union ou, à titre exceptionnel, réexaminer une affaire jugée par le Tribunal.

### Demande d’interprétation de l’acte communautaire
Le droit communautaire primaire et dérivé, ainsi que les accords internationaux liant l’UE et que les arrêts de la Cour peuvent être susceptible d’un renvoi pour interprétation. La compatibilité du droit national avec le droit communautaire relève de la procédure dite du recours en manquement, non du renvoi préjudiciel. Celle-ci n’est pas non plus apte à juger de l’application spécifique du droit communautaire à un cas particulier. Mais lorsqu’une question de ce type est posée (et cela arrive souvent) à la Cour, celle-ci reformule le libellé pour que sa réponse contienne uniquement une interprétation de portée générale susceptible cependant de répondre implicitement à la question du juge.

### Demande d’appréciation de validité de l’acte communautaire
Les actes pris par les institutions de la Communauté sont susceptibles de renvoi pour appréciation de validité. Cette procédure rentre dans le cadre du contrôle de légalité de la Cour, tout comme l’action en annulation (art. 267 TFUE) pour les États membres et les personnes physiques et morales.

### Rejet du renvoi
La Cour de Luxembourg juge de la pertinence de la question posée et refuse de répondre dans des circonstances exceptionnelles : lorsque la question est trop imprécise (impossibilité de voir en quoi elle aiderait à la résolution du litige), ou encore lorsque le litige a été artificiellement construit devant une juridiction dans le but de d’obtenir une déclaration d’incompatibilité. La Cour refuse de statuer dans ces cas car elle se substituerait au législateur européen.
En 2018, et pour la première fois, la CJUE a condamné un État-membre (en l’occurrence la France) lors d'une procédure de recours en manquement, affirmant que le Conseil d'État français n'avait pas respecté l'obligation de soumettre une question préjudicielle à la CJUE.

## Arrêt de la Cour
L’article 267 TFUE (ancien art. 234 TCE) régit le renvoi préjudiciel et autorise la Cour de justice de l'Union européenne à interpréter les traités ou les actes dérivés ainsi qu'à constater l'illégalité des actes dérivés, sans pouvoir cependant les abroger : une partie de la doctrine estime que, ce faisant, la Cour devient elle-même source de droit dérivé. Dans le cadre du renvoi préjudiciel, la Cour ne se prononce pas formellement sur l’application du droit de l'Union au litige à l'occasion duquel elle est saisie (ce qui maintient la théorie de l’autonomie du juge national) mais donne une réponse globale d’interprétation ou d’appréciation de validité de la disposition du droit de l'Union dont elle est saisie.

### Autorité de l’arrêt
La décision de la Cour lie la juridiction qui statue sur le litige mais aussi les autres juridictions : son arrêt a l’autorité de la chose jugée. L’interprétation s’incorpore à l’acte communautaire et aucun juge ne sera en droit d’émettre une interprétation divergente. Déclaration d’invalidité ne vaut pas annulation de l’acte communautaire. Le juge national ne peut cependant appliquer l’acte en question et tout autre juge peut considérer l’acte comme non-valide. L’arrêt aura ici un effet en dehors de l’affaire initiale : les institutions devront remédier à l’illégalité. Si la Cour déclare la validité d’un l’acte, la question de la légalité de cet acte pourra cependant lui être reposée à la lumière de faits nouveaux, dans une autre affaire. Les instances suprêmes au niveau national peuvent également porter une seconde fois devant le juge européen une question antérieurement posée par une juridiction inférieure dans le même litige, si elles émettent un doute quant au bien-fondé de l’interprétation de la Cour. 

### Effet dans le temps de l'arrêt
L’interprétation de la Cour rétroagit : on considère que l’acte, dès son origine, répondait de l’interprétation qu’en a donné la Cour. Les rapports juridiques antérieurs doivent donc en tenir compte, tout comme des déclarations d’invalidité de l’acte. Sauf cas exceptionnels, pour maintenir les relations de bonne foi entre juge national et communautaire, dans lesquelles la Cour peut limiter la rétroaction de son arrêt en vertu du principe de sécurité juridique.

## Sources

### Textes de référence
- Traité sur le fonctionnement de l'Union européenne, version consolidée du 7 juin 2016, JO C 202 du 7.6.2016, p. 1 ss (TFUE) lire en ligne
- Règlement de procédure de la Cour de justice du 25 septembre 2012, JO L 265 du 25.9.2012 p. 1, modifié en dernier par JO L 217 du 19.7.2016 p. 69 (Reglèmement de procédure) lire en ligne

## Compléments